# Xã Darlington, Quận Beaver, Pennsylvania
Xã Darlington (tiếng Anh: Darlington Township) là một xã thuộc quận Beaver, tiểu bang Pennsylvania, Hoa Kỳ. Năm 2010, dân số của xã này là 1.962 người.